# Le Pin-Murelet
Le Pin-Murelet är en kommun i departementet Haute-Garonne i regionen Occitanien i södra Frankrike. Kommunen ligger i kantonen Rieumes som tillhör arrondissementet Muret. År 2022 hade Le Pin-Murelet 166 invånare.

## Befolkningsutveckling
Antalet invånare i kommunen Le Pin-Murelet
Referens:INSEE